# Pilaria tiro
Pilaria tiro är en tvåvingeart som beskrevs av Alexander 1972. Pilaria tiro ingår i släktet Pilaria och familjen småharkrankar. Inga underarter finns listade i Catalogue of Life.